# Lago Convict
Il lago Convict è un lago della California, negli Stati Uniti d'America, contea di Mono. Fa parte della catena Sherwin nelle montagne della Sierra Nevada. Esso è noto per le acque color azzurro-turchese, per le montagne che lo circondano, tra le quali il Monte Morrison, per la pesca delle trote che lo popolano e per la drammatica vicenda cui è legato.
Il lago, noto agli indiani Paiute come Wit-sa-nap, fu rinominato dai coloni dopo un incidente avvenuto il 23 settembre 1871, allorché un gruppo di carcerati, evasi dalla prigione di Carson City nel Nevada, si rifugiò nei pressi del lago. Inseguiti da un gruppo di miliziani che li raggiunse, vi fu una sparatoria nella quale vi furono morti sia tra i membri del gruppo inseguitore che tra gli evasi. Gli evasi rimasti vivi riuscirono a fuggire ma alla fine furono catturati e linciati.

## Geografia

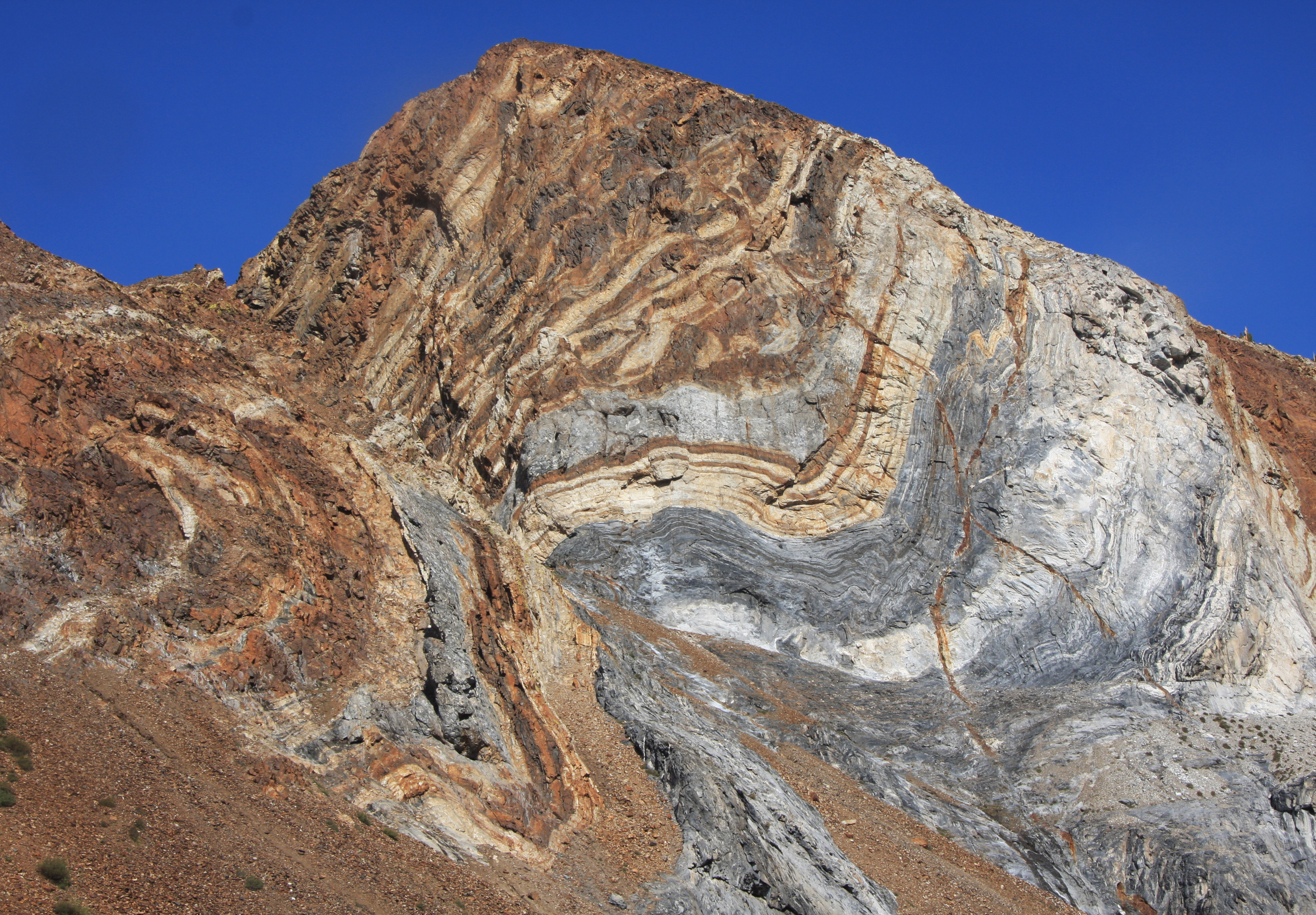
Scogliere di Sevehah, composte da rocce metamorfiche che conferiscono, riflettendosi nello specchio d'acqua del lago, il colore tipico al medesimo

Il lago Convict fu originariamente scavato dai ghiacciai. La superficie del lago sta a circa 2390 metri s.l.m. e la sua profondità massima è di circa 43 metri, raggiunta in più punti; esso è tra i laghi più profondi nelle montagne della Sierra Nevada. Il lago ha forma allungata ed è circondato da un piccolo canyon posto nelle montagne, con il Monte Morrison, il monte più alto nella zona (3731 metri s.l.m.), a sudest.
Le zone del lago e del canyon sono dominate da granito appena colorato. Le rocce sedimentarie e metamorfiche in questa zona coprivano una volta l'intera catena della Sierra Nevada ma ora hanno subito un'erosione, rivelando il granito sottostante che sollevò la catena. Nel corso della formazione della catena della Sierra Nevada, il magma sorse da grandi profondità e distrusse gran parte delle rocce sedimentarie con le quali veniva in contatto. Proprio sotto la superficie, il magma si raffreddò e formò il granito tipico della catena. Nel processo l'elevato calore e la pressione deformarono le rocce sedimentarie immediatamente sopra in numerose e impressionanti forme.

## Storia
Gli Indiani Paiute della regione avrebbero chiamato Wit-sa-nap il lago
Convict:
Si riteneva che la corrente che fluisce dalle montagne fosse piena di Pot-sa-wa-gees, bambini d'acqua, che vivevano in spirito, ma erano visibili all'occhio umano avendo un volto di bambino indiano e un corpo di pesce. Secondo la leggenda indiana, Hi-na-nu era un uomo nobile e saggio, il cui spirito era venerato dagli Indiani e al quale essi si rivolgevano come guida in materie della terra.
Il lago Convict, una volta noto come Monte Diablo, prese ad assumere il suo attuale nome in un modo inusuale. Il 17 settembre 1871, 29 carcerati, compresi assassini, ladri di cavalli, rapinatori di treni e altri simili delinquenti, fuggirono dalla Prigione di Stato del Nevada a Carson City uccidendo una guardia e ferendone parecchie altre.
Gli evasi si divisero in due gruppi, uno dei quali guidato dall'assassino Charlie Jones. Questi in precedenza aveva vissuto nelle contee di Mono e di Inyo e guidava il suo gruppo verso sud, ai laghi Mammoth. Necessitando di cibo e altri generi, i criminali fuggitivi rapinarono parecchia gente durante il loro percorso di fuga. Attraversando la catena montuosa della Sierra Nevada, Jones aveva sperato di raggiungere la falda ovest, dove essi sarebbero stati sicuri dall'inseguimento. Jones pensava correttamente che a Carson City un gruppo di miliziani fosse sulle sue tracce, ma il gruppo, proveniente da Benton, in California, e guidato dal vice-sceriffo George Hightower, aveva rinunciato all'inseguimento dopo un paio di giorni ed era rientrato. Nel frattempo Billy Poor, un corriere della Pony Express, che per la prima volta trasportava la posta, incontrò casualmente il gruppo di evasi accampato vicino al Convict Creek, poche miglia a sud del lago. Gli evasi credettero naturalmente che il cavaliere, se gli fosse stato permesso di proseguire, avrebbe rivelato la loro posizione. Quindi Jones catturò l'uomo e con l'aiuto di Leandor Morton, lo uccise. Dopo di che essi presero cavallo e vestiti e vestirono il suo corpo con la loro divisa da carcerato.

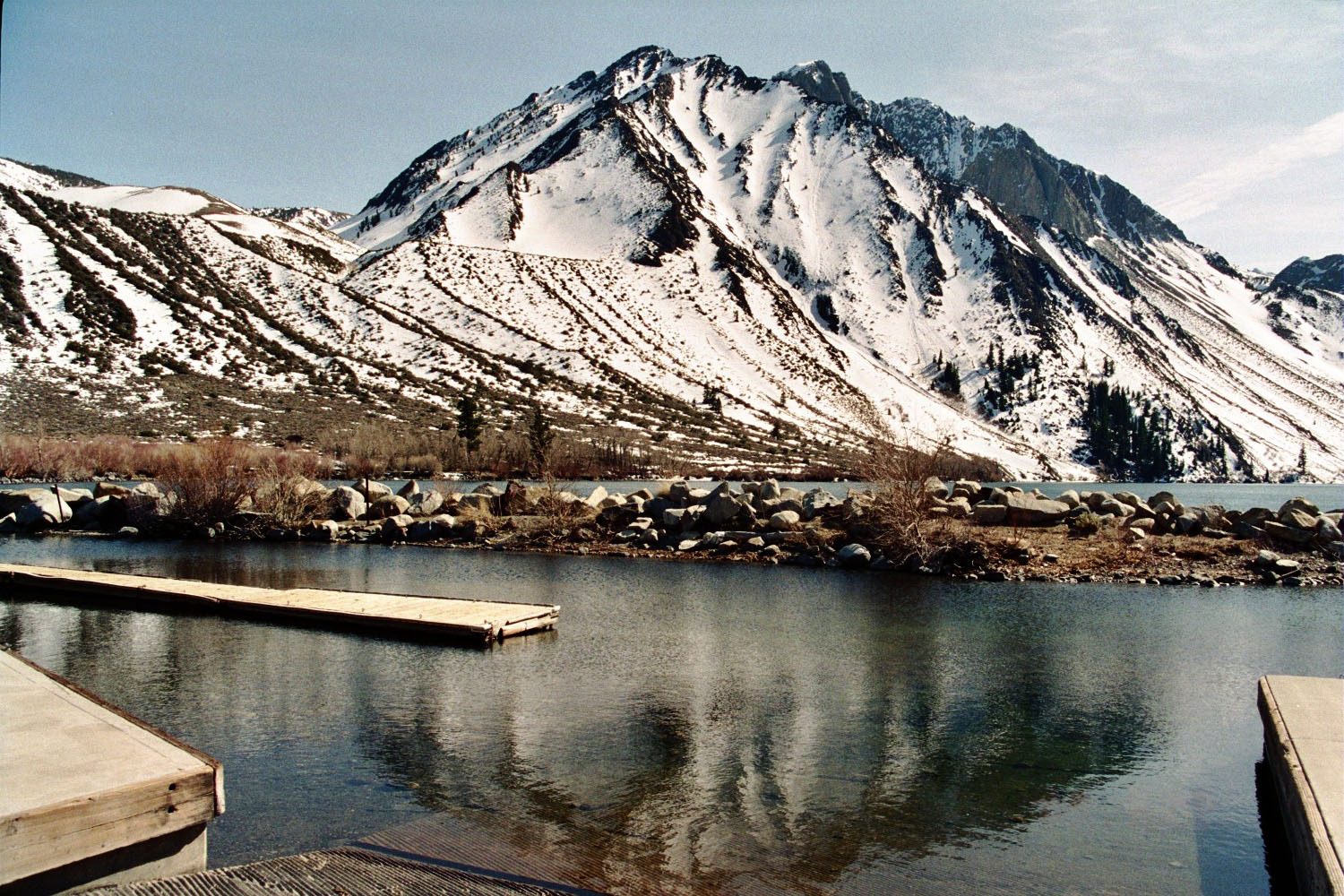
Il lago Convict sta di fronte al Monte Morrison.

La locale comunità, oltraggiata dall'omicidio di un suo componente, Billy Poor, residente nella contea di Mono, formò una propria squadra di miliziani e diede la caccia agli evasi. Il 22 settembre 1871 lo sceriffo George Hightower e il delegato indiano Mono Jim guidarono una nuova squadra di 10 uomini e raggiunsero gli evasi presso il Monte Diablo Creek. Il mattino presto del giorno successivo, Jones partì per Bishop. Volendo sganciarsi dal loro gruppo, Jones e altri dissero ai loro colleghi che sarebbero andati in cerca di cibo. I quattro evasi rimasti furono presto raggiunti dai nuovi miliziani ed ebbe luogo una sparatoria, che lasciò a terra Morrison, agente della Wells Fargo, e Moro. I rimanenti evasi fuggirono, ma furono catturati più tardi nella Round Valley. Entro il 1 novembre 18 su 29 degli evasi erano stati catturati. Jones e il suo socio evitarono la sparatoria ma infine vennero catturati e giustiziati. I rimanenti evasi furono o uccisi nella sparatoria o catturati e linciati durante il viaggio verso la prigione. Il Monte Morrison, la vetta più alta nella zona, prese il nome dalla vittima Robert Morrison e la vetta vicina più bassa quello di Mono Jim.

### Incidenti del 1990

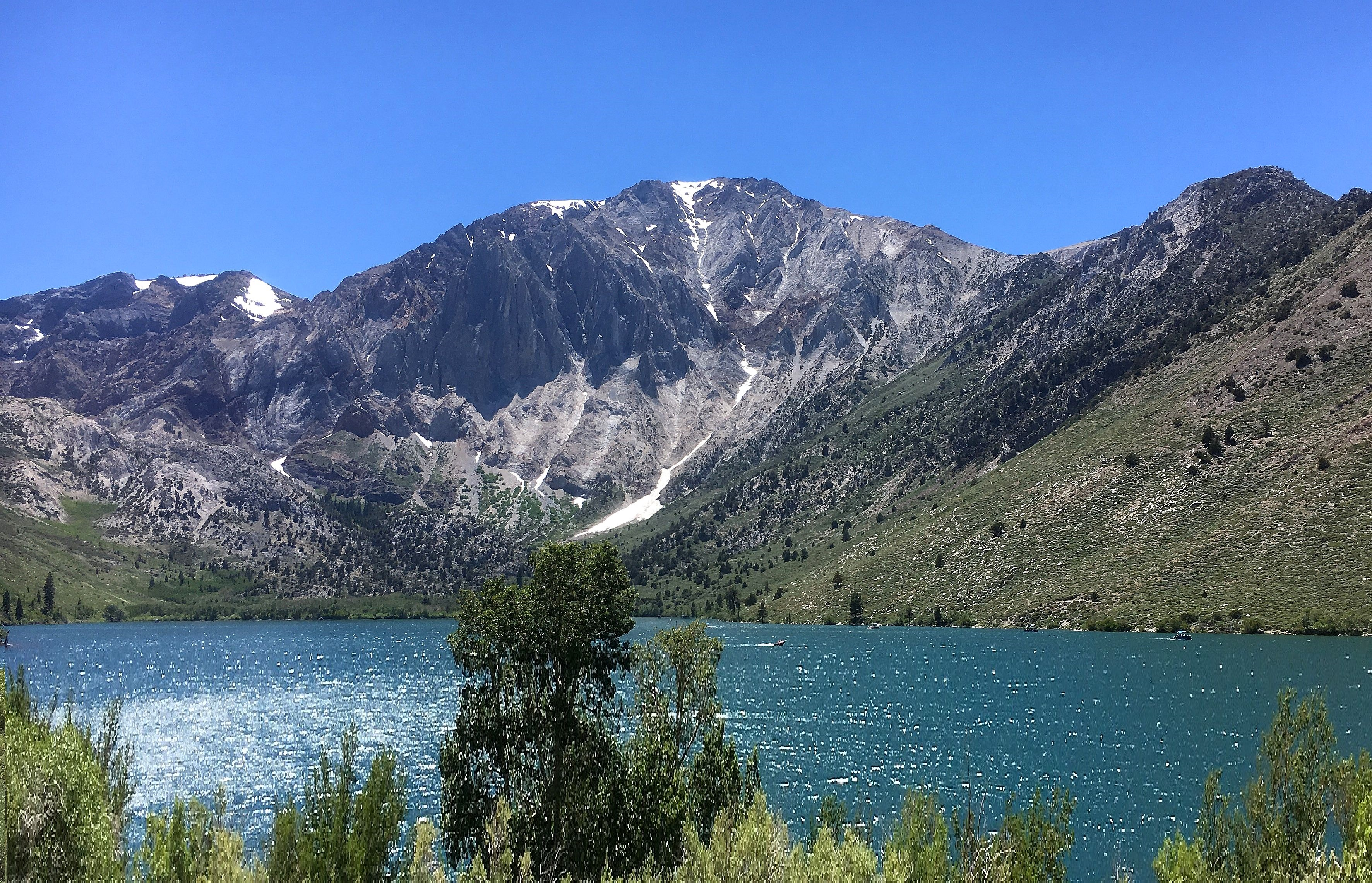
Il lago Convict a fine giugno, con il suo caratteristico colore blu-turchese. Neve e ghiaccio sono ancora presenti sulle cime circostanti e si sciolgono in ruscelli che alimentano il lago alla base delle montagne.

Nel febbraio 1990, il lago Convict fu teatro di un numero di casi di affogamento. Dodici giovani e due accompagnatori dal Campo O'Neal, un'istituzione per giovani delinquenti sita vicino a Whitmore Hot Springs (California), ove vi era un luogo di vacanza, si trovarono presso il lago, ricoperto da uno strato di ghiaccio. Almeno quattro giovani ed entrambi gli adulti caddero nel lago poiché lo strato di ghiaccio in superficie era troppo sottile. Quando i primi soccorritori giunsero sul luogo, solo un giovane era stato in grado di tirarsi fuori dall'acqua mentre gli altri non si vedevano più, apparentemente affogati. In tutto tre giovani e quattro soccorritori volontari caddero nelle gelide acque. Un altro giovane e un capo pompiere volontario furono salvati. Poco prima della loro morte, i giovani erano stati avvisati che il ghiaccio superficiale era troppo sottile per sostenere il loro peso, ma loro evitarono di prestare attenzione all'avvertimento. Come risultato, il Campo O'Neal fu sottoposto a inchiesta e successivamente chiuso per cattivo uso e negligenza.

## Turismo

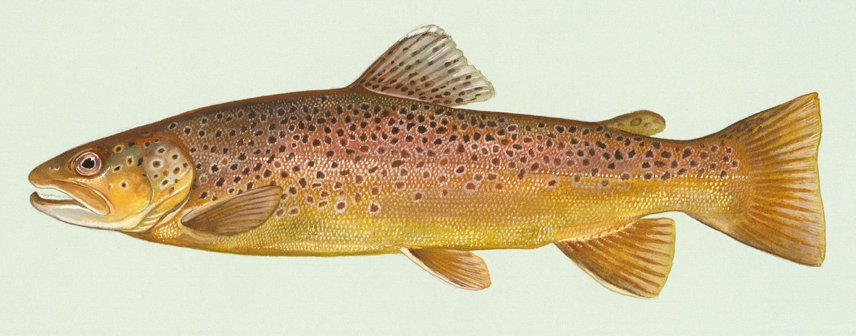
Trota fario.

Il lago Convict è noto per la pesca, in particolare trote del tipo iridata e salmonata, e specie di Catostomidae. A causa dell'elevata domanda di pesci di acqua dolce, il lago è rifornito in estate di trote iridate, fornite dai vicini vivai. Il pesce più grande pescato nel lago Convict fu una trota scura di 8,8 kg, pescata nel 1956. Più recentemente un'altra di queste di 6,6 kg fu pescata il 17 ottobre 1993, che fu anche la più grossa dell'anno in tutta la sierra.
Un sentiero lungo 5 km per escursionismo corre intorno al lago. Un altro collega il lago alla cresta della catena.

## Nella cultura di massa

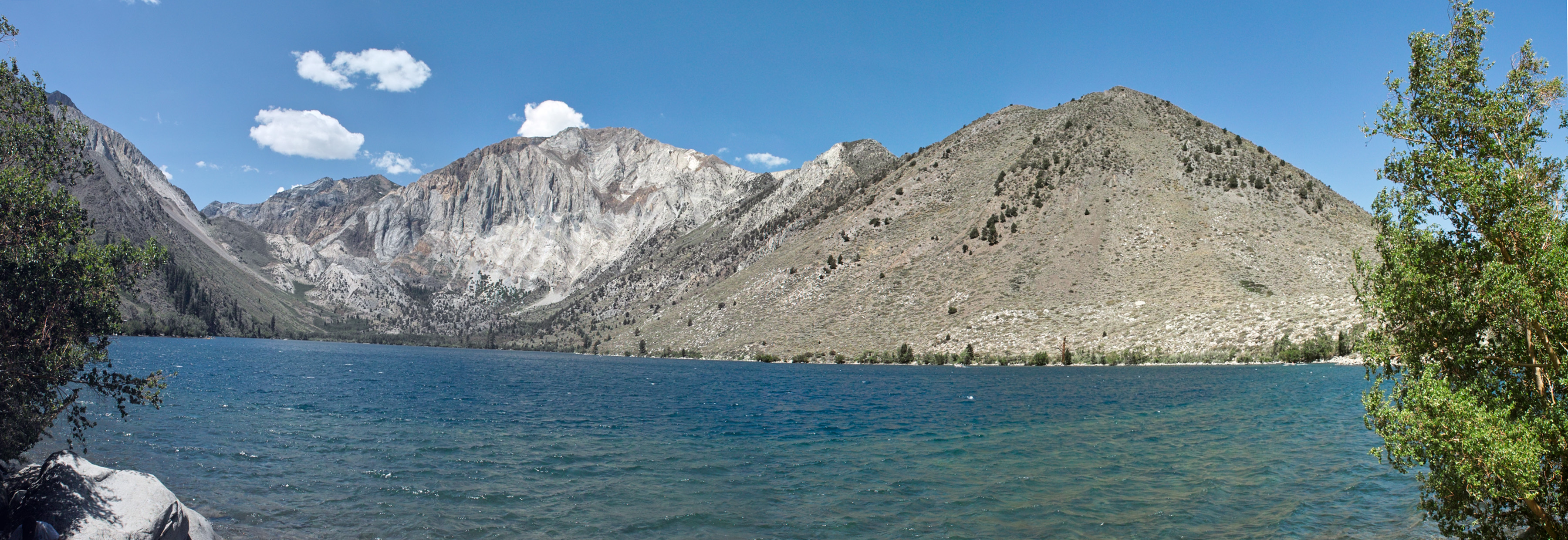
Il lago Convict, ampia veduta guardando dall'estremità est del lago verso ovest

- Il film western Il segreto del lago (The Secret of Convict Lake; 1951) fu basato in gran parte sugli eventi verificatisi sul lago nel 1871.[18]
- Il film western Nevada Smith (1966) fu girato qui.[19]
- Il film western The Border Legion (1924) fu girato qui.[19]